# Ernährungsplan
Ein Ernährungsplan ist eine Übersicht der persönlichen Nahrungsaufnahme über einen festgelegten Zeitraum. 

## Zwecke
Meist wird dabei der Zweck verfolgt, eine Diät zu planen (Diätplan). Ebenso kann ein Ernährungsplan aber auch dazu dienen, den Muskelaufbau zu unterstützen oder die Verdauung zu verbessern. Der Ernährungsplan kann, je nach Zweck, verschiedene Informationen enthalten. In der Regel werden für jede Mahlzeit Informationen wie Uhrzeit, Menge jedes Lebensmittels und die dazugehörigen Angaben (Kohlenhydrate, Lipide, Proteine, physiologischer Brennwert, Mikronährstoffe) festgehalten.
Fachlich fundierte Ernährungspläne werden von Diätassistenten, Ernährungsmedizinern, Trophologen, Diätetikern, Ökotrophologen oder Ernährungsberatern erstellt, um bei Schwangerschaften, Krankheiten oder Bodybuilding Mangelerscheinungen vorzubeugen, anfallauslösende Faktoren zu vermeiden oder gewünschte Effekte zu erreichen. Eine Qualitätssicherung bei der Aufstellung von Ernährungsplänen wird durch Fort- und Weiterbildung unter Vergabe von Zertifikaten der einschlägigen Verbände wie z. B. durch die DGE angestrebt.